# Liga Komunistyczna 23 Września
Liga Komunistyczna 23 Września (hiszp. Liga Comunista 23 de Septiembre) – grupa miejskiej partyzantki z Meksyku.

## Nazwa
Data 23 września znajdująca się w nazwie organizacji upamiętniała dzień nieudanego ataku Partyzanckiego Ugrupowania Ludowego na koszary wojskowe w mieście Madera.

## Historia
Utworzona w 1973 roku w Guadalajarze. Powstała w wyniku połączenia kilku mniejszych lewicowych ruchów zbrojnych. Uchodziła za największą grupę partyzantki miejskiej w Meksyku. Członkowie grupy mieli na koncie porwania, zamachy bombowe oraz inne ataki na żołnierzy, policjantów oraz urzędników państwowych. Formacja zakończyła działalność w 1982 roku.

## Ideologia
Była to grupa wyznająca doktrynę marksistowsko-leninowską z wpływami anarchistycznymi. 